# SPERM HY-LITER
Der SPERM HY-LITER ist ein mikroskopisches Screening-Verfahren. Anwendung findet dieses bei der positiven Identifikation von Sperma. Der Test ist humanspezifisch und basiert auf monoklonalen Antikörpern. Spermaköpfe fluoreszieren und leuchten deutlich bei einer 40-fachen Vergrößerung unter dem Mikroskop. Ablagerungen, Fremdkörper oder Zelltrümmer wirken dabei nicht störend. Bei der DAPI-Färbung konnte bisher nicht zwischen Spermaköpfen und Epithelzellkernen unterschieden werden. Durch die Behandlung mit dem HY-LITER lässt sich auch ein einzelnes Spermium detektieren. Für die kriminaltechnischen und rechtsmedizinischen Labore stellt dies eine erweiterte Möglichkeit zur Aufklärung von Gewaltverbrechen dar.